# Büyükkışla, Şereflikoçhisar
Büyükkışla là một xã thuộc huyện Şereflikoçhisar, tỉnh Ankara, Thổ Nhĩ Kỳ. Dân số thời điểm năm 2011 là 321 người.